# Antoculeora wukongensis
Antoculeora wukongensis là một loài bướm đêm trong họ Noctuidae.